# Bythinella carinulata
Bythinella carinulata é uma espécie de gastrópode da família Hydrobiidae.
É endémica de França. 